# Zámecký park (Lysá nad Labem)
Zámecký park v Lysé nad Labem  ve Středočeském kraji se skládá z francouzského libosadu  a anglického parku. Francouzský park je doplněn bohatou sochařskou výzdobou z dílen žáků Matyáše Bernarda Brauna a Ignáce Františka Platzera. Zámecký park je součástí památkově chráněného barokního zámeckého areálu z 18. století.

## Historie
Nejstarší zpráva o umění zahradnickém v Lysé pochází z roku 1553, kdy se na jižním svahu od zámku k západu nacházela velká vinice a dále i vinice malá, která ležela kdesi za tzv. šafranicí. Vyhynulá šafranice byla později přeměněná na štěpnici..
Další větší zahradní úpravy jsou doložené v urbáři z roku 1696, v němž se uvádí, že u zámku je libosad, štěpnice s mnoha zákrsky a jiného druhu stromy, dvě velké aleje se špalírem habrů, letohrádek, střelnice a závodiště pro hry a zápasy. V této době vlastnil panství hrabě František Antonín Špork, který sehrál i v utváření zahrad důležitou roli. Po roce 1696 dal podnět k vytvoření první okrasné zahrady tzv. francouzského libosadu na místě bývalé štěpnice, na východní straně zámeckého vrchu. Určitý vliv na Šporkův estetický vkus a na podobu francouzského libosadu, měly jeho kavalírské cesty, při kterých navštívil přední evropské dvory, včetně Versailles Ludvíka XIV. Tyto cesty hrabě podstoupil po ukončení smutečního roku otcovy smrti mezi léty 1679 až 1684. 

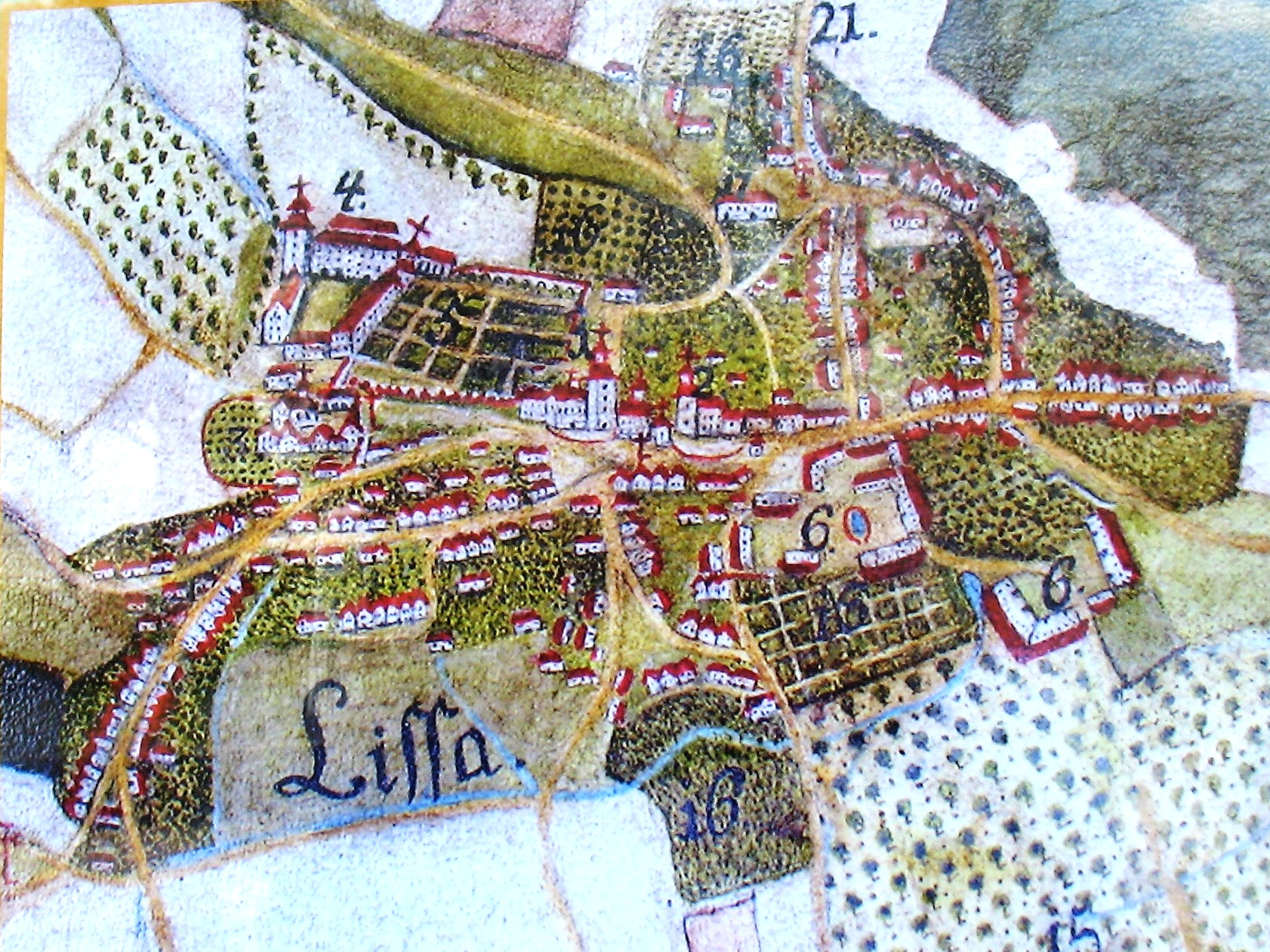
Zámecká zahrada na mapě lyského panství z roku 1752

Z finančních důvodů byl František Antonín Špork nucen v roce 1722 panství prodat hraběti Františku Josefu Černínovi z Chudenic. V roce 1734 panství znovu nabyl a rozhodl se dotvořit tzv. parádní zahradu. Podoba této zahrady spočívala ve výsadbě habrových špalírů do hvězdic a v ozdobení jednotlivých parterů sochařskou výzdobou. Inspiraci pro takto koncipovaný park mohl načerpat snad u svého přítele, barona von Globena, kterého navštívil v roce 1733 v době svého lázeňského pobytu v Karlových Varech na tehdejším globenovském panství ve Valči. Na tomto zámku mohl tehdy spatřit zahradu ve francouzském stylu s bohatou uměleckou výzdobou, altány a vodopády.
K dalším parkovým úpravám došlo až po smrti Františka Antonína Šporka, které nechal realizovat jeho adoptivní syn František Karel Rudolf hrabě Swéerts-Sporck, manžel Šporkovy mladší dcery Anny Kateřiny, jenž pro své záměry zakoupil v letech 1741–1749 postupně sousední pozemky, čímž park dosáhl současné velikosti. Zámecký park tak rozšířil o listnatý les, složený především z dubů a o prostor parku v místech nevelkého kamenolomu na severní straně zámeckého areálu. Pro tento park se v Lysé nad Labem ujalo již v renesančních dobách pojmenování Bludnice. Všechny tyto pozemky hrabě zakoupil za účelem vybudování anglického parku. Jednalo se o zcela nový způsob parkové úpravy, který se vymykal z formálního řešení tehdejší doby a stal se také jedním z prvních anglických parkových úprav v Čechách. Vzdělaný František pro něj našel nejspíše inspiraci v anglické tematické literatuře poloviny 18. století.
K dalšímu zásahu do podoby zámeckého parku došlo mezi léty 1826–1831, kdy za účelem zřízení farní zahrady byla část pozemků připojena k faře. Při tomto zásahu byla zničena osové dispozice a hvězdicových habrových špalírů, ze kterých zbylo pouze torzo.
Josef, poslední hrabě Swéerts-Sporck, nechal zarůst část s habrovými špalíry a torzo hvězdice, dále se soustředil pouze na formální úpravu horních dvou teras, nacházejících se v blízkosti zámku. 

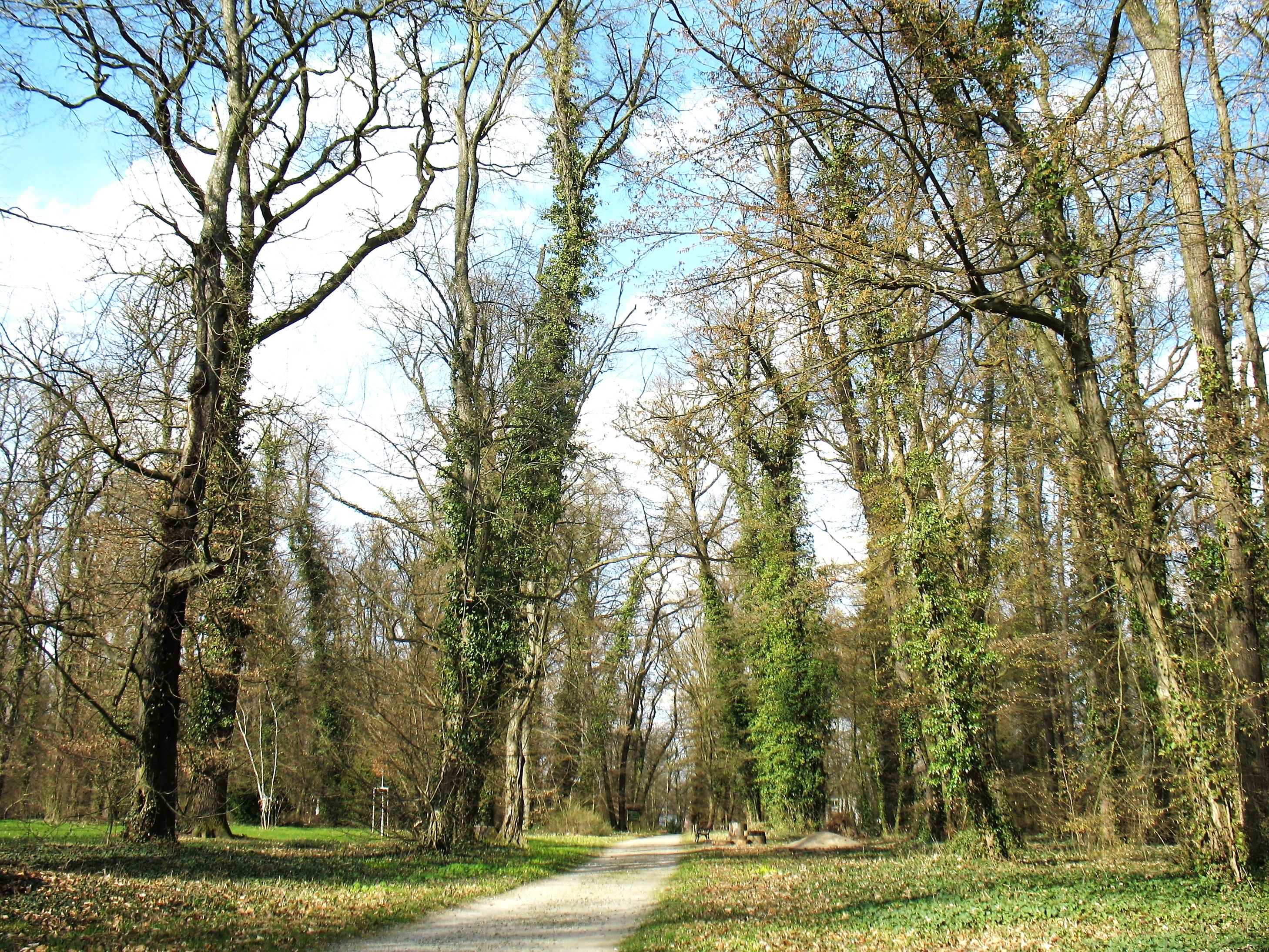
Cesta v anglickém parku

Po smrti Josefa Swéerts-Sporcka v roce 1848, kdy byl park ponechán několik let zcela spontánnímu vývoji, přišla do Lysé v roce 1851 Štěpánka Viktorie kněžna Rohanová, která nechala okolo celého zámeckého areálu postavit kamennou zeď a přebudovat francouzský libosad. U zanedbaného libosadu dokázala znovu dosáhnout pravidelné dispozice tím, že nechala nově navržené špalírové hvězdice pouze v poloviční šíři. Střední osa parku se tak dostala na jižní okraj libosadu. V souvislosti se vznikem nové středové osy došlo i ke stěhování alegorického souboru dvanácti měsíců, právě do nově vytvořené osy, kde se alegorie nacházejí do dnešních dnů. Komplexní úprava zámku spočívala ve vytvoření louky s okružní pěšinou za severním křídlem zámku. Okružní pěšina kolem louky směřovala ke kašně s vodotryskem, která se nedochovala. Kněžnu Štěpánku Rohanovou díky jejímu životnímu stylu a mecenášství postihla roku 1882 taková finanční tíseň, že byla nucena zámek odprodat. Po roce 1889 se rozhodl tehdejší vlastník panství, Úvěrová banka odškodnit své pohledávky vytěžením dřeva z Bludnice. Po odtěžení cenných porostů byla Bludnice ponechána vlastnímu osudu do dnešních dnů, kdy se zde nachází vysoká hustota náletových dřevin.
K poslednímu významnějšímu zásahu do podoby zámeckého parku došlo během let 1890 až 1905, kdy panství vlastnil baron Bedřich Leitenberg. Ten na rekultivaci Bludnice a vyřešení terasy před západním křídlem oslovil Eduarda Petzolda, známého tím, že se při dotváření parku řídil původními záměry Pücklerovými a udržoval krásu a důraz na používání místních přirozených dřevin.
Eduard Petzold v roce 1891 zemřel a zámecký park v Lysé nad Labem byl poslední park, který komponoval. Zahradní architekt na západní straně zámku otevřel dlouhé průhledy do krajiny, které bylo možné pozorovat z nově vytvořené terasy. Plánovaná obnova Bludnice nebyla po Petzoldově smrti dokončena, neboť Bedřich Leitenberg nebyl schopný nalézt vhodného zahradního architekta evropského věhlasu. Po Petzoldových realizacích došlo v roce 1963 pouze k obnově habrových špalíru francouzského libosadu. Při této obnově byla zachována podoba, jakou zámku dala Štěpánka Rohanová. 
V 21. století postupně dochází k rozsáhlé obnově zámeckého parku.  

## Galerie

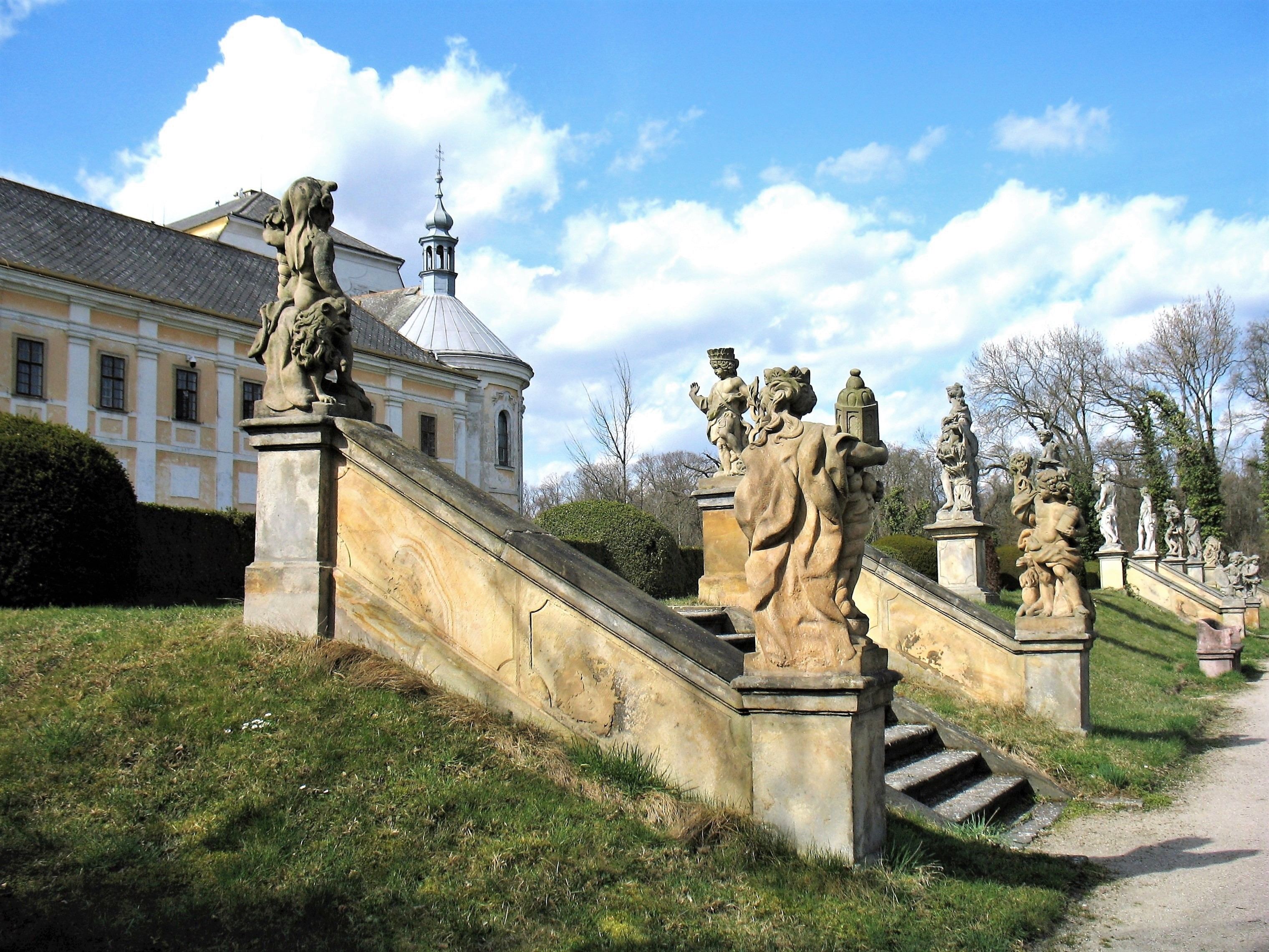
Sochy na terase u východního křídla zámku
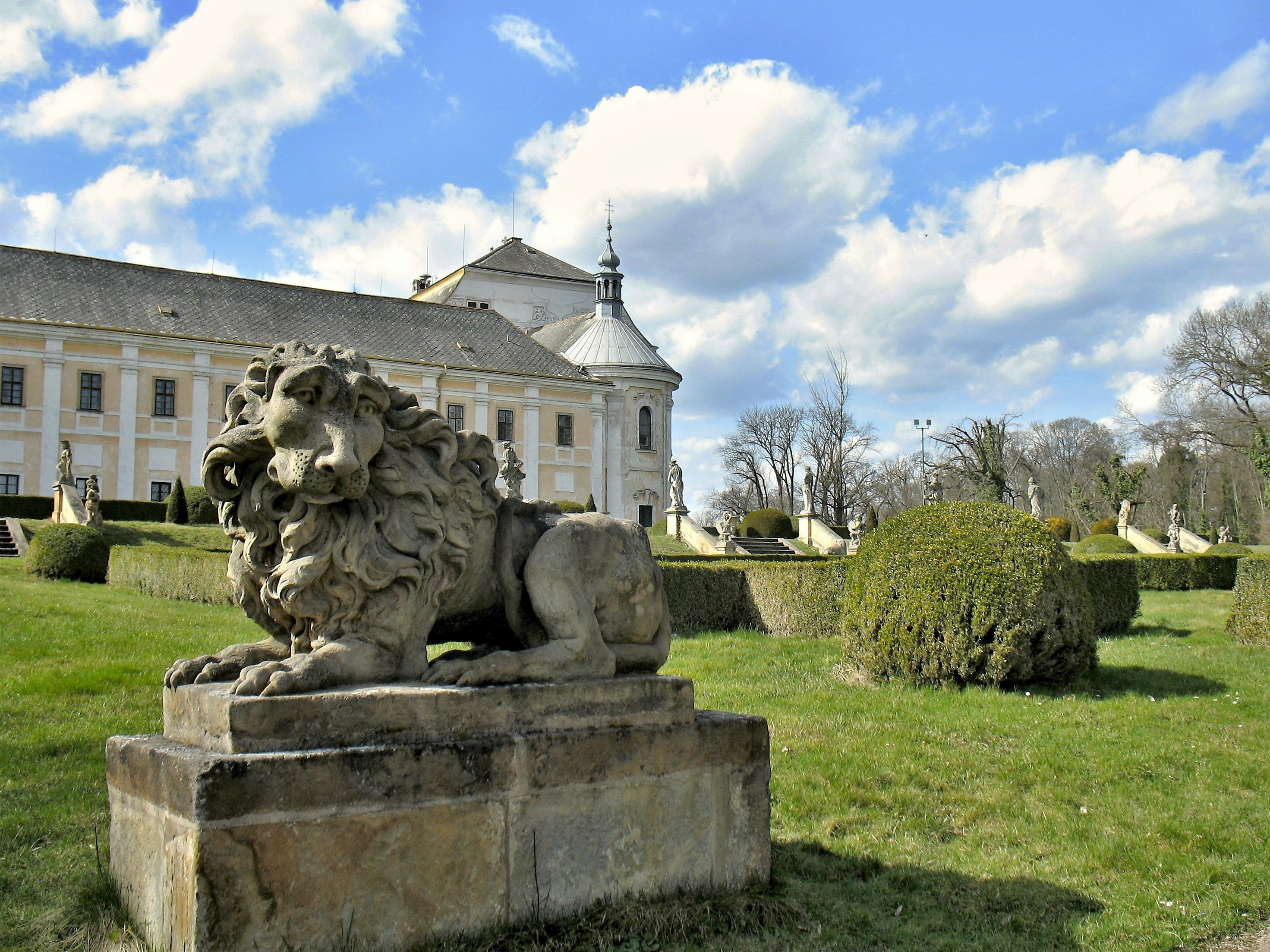
Jeden ze lvů ve francouzské zahradě
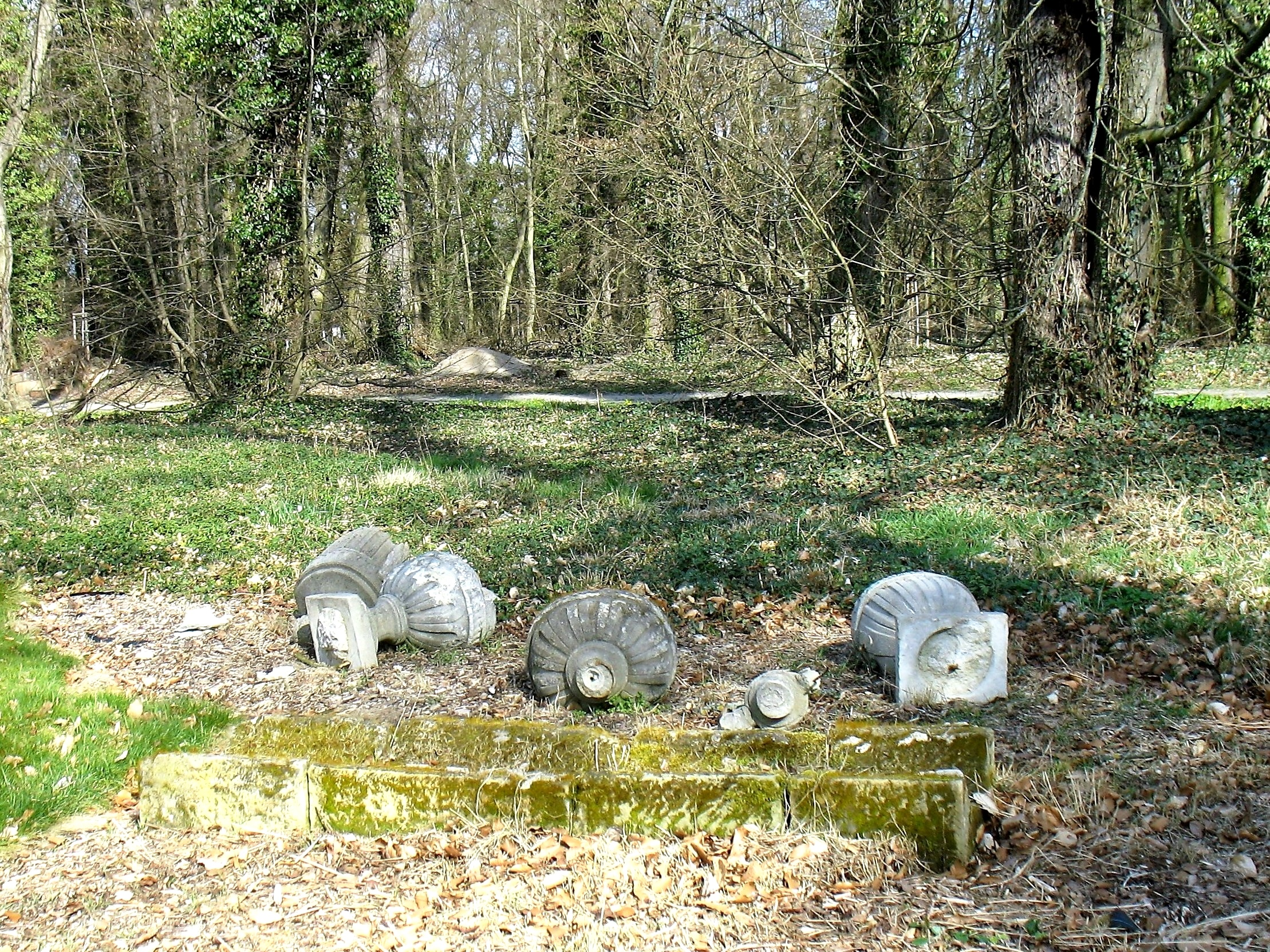
Trosky výzdoby v anglickém parku
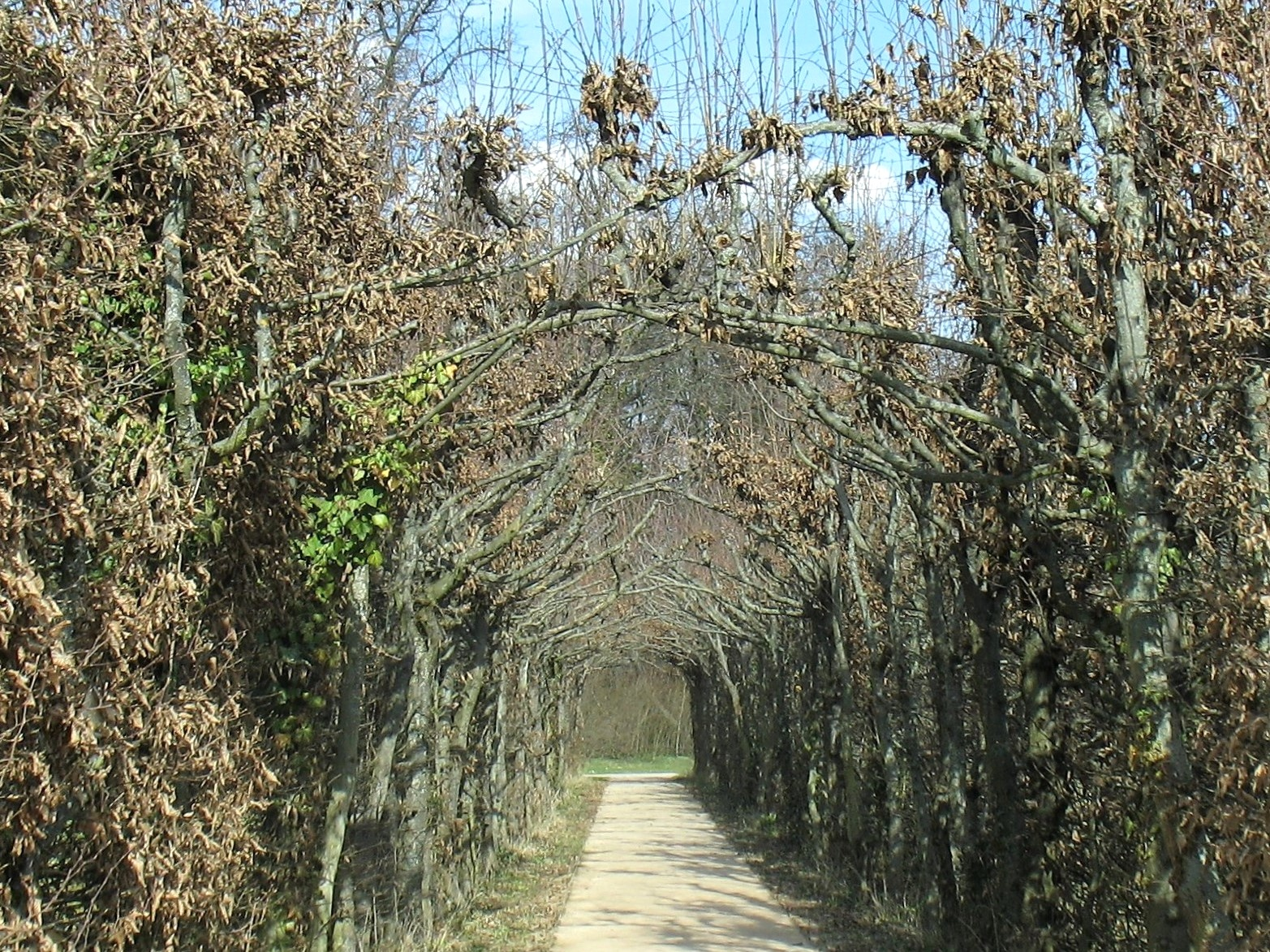
Habrové loubí
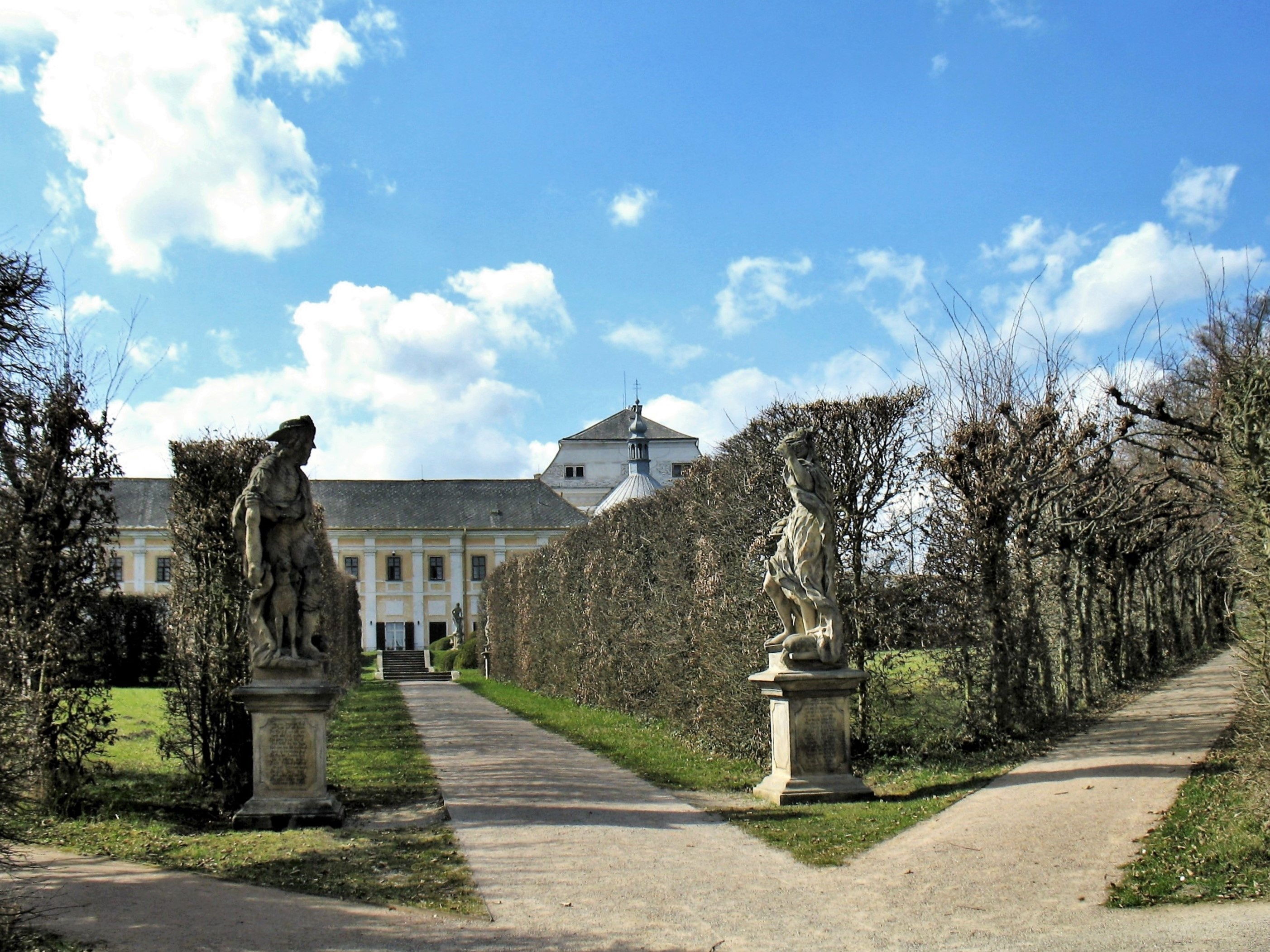
Hvězdice s habrovými špalíry
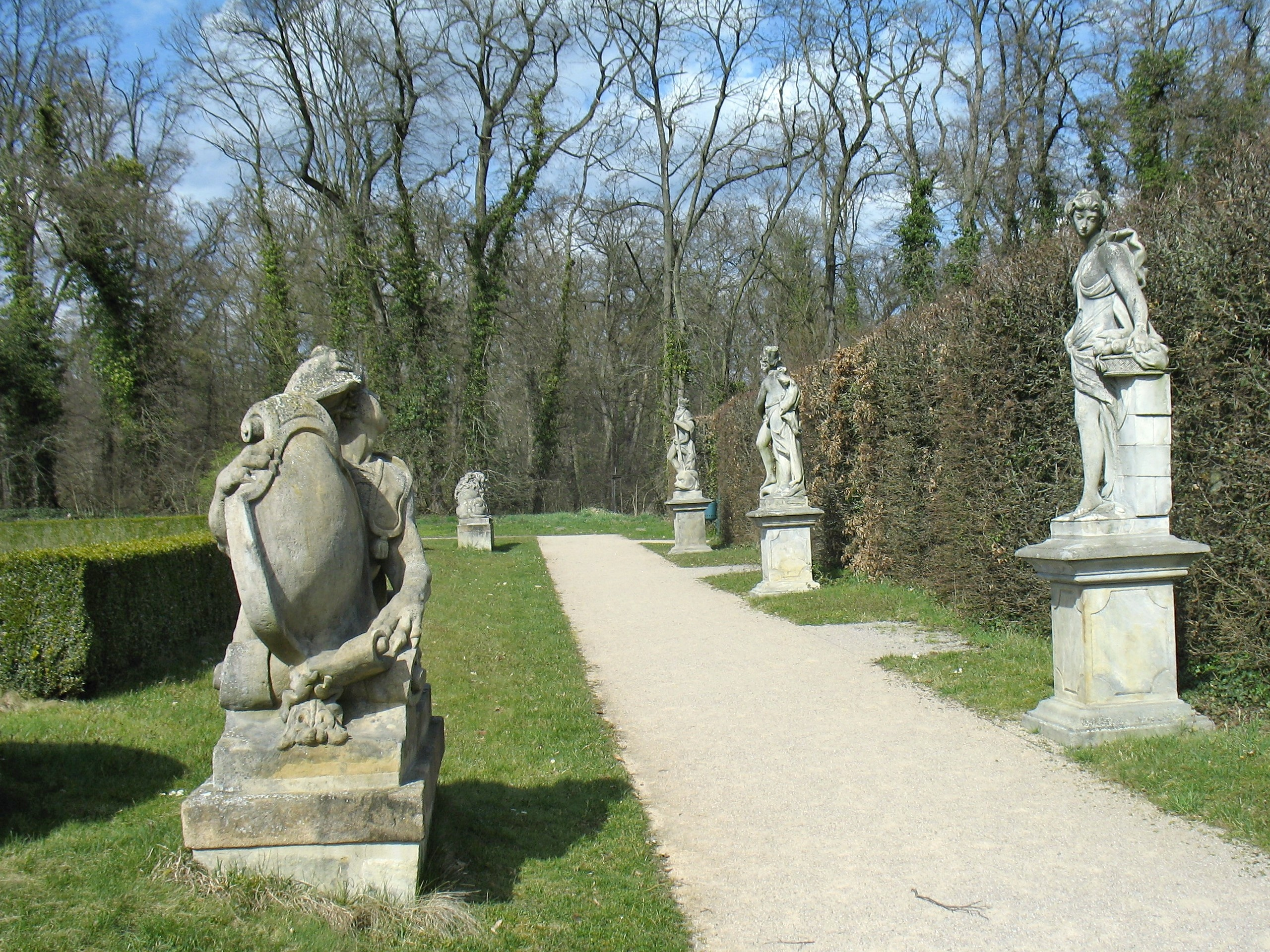
Sfinga a sochy římských božstev